# Hlib Buchal
Hlib Hennadijovyč Buchal (in ucraino Гліб Геннадійович Бухал?; 12 novembre 1995) è un calciatore ucraino, difensore del Resovia Rzeszów.